# ساوت هندرسن (کارولینای شمالی)
هندرسن (به انگلیسی: South Henderson) شهری در ایالت کارولینای شمالی کشور ایالات متحده آمریکا است که جمعیت آن در سرشماری سال ۲۰۱۰ میلادی، ۱٬۲۱۳ نفر بوده‌است.